# Oppegård
Oppegård è un ex comune norvegese della contea di Akershus. Dal 1º gennaio 2020 è diventato parte del comune di Nordre Follo, diventato comune della neoistituita contea di Viken, soppressa poi nel 2023.